# Rodrigo Mendoza
Rodrigo Mendoza, né le 15 mars 2005 à Molina de Segura en Espagne, est un footballeur espagnol qui évolue au poste de milieu central au Elche CF.

## Biographie

### En club
Né à Molina de Segura en Espagne, Rodrigo Mendoza commence le football à l'EF Altorreal puis à l'EF San Miguel, deux clubs de sa ville natale, avant de rejoindre le Ranero CF, basé à Murcie. Il rejoint ensuite l'Elche CF en 2019 et y poursuit sa formation, s'imposant dans les différentes catégories de jeunes,.
Il joue son premier match en professionnel lors d'une rencontre de coupe d'Espagne le 12 novembre 2022, contre le CD L'Alcora (en). Il entre en jeu et son équipe s'impose par trois buts à zéro,.
Lors de l'été 2023, Mendoza est définitivement promu en équipe première, ayant convaincu son entraîneur Sebastián Beccacece (en). Le 1er novembre 2023 il inscrit son premier but en professionnel lors d'une rencontre de coupe d'Espagne face au CE Europa. Il est titularisé et participe à la victoire de son équipe par deux buts à zéro.

### En sélection
Rodrigo Mendoza représente l'équipe d'Espagne des moins de 17 ans, jouant son premier match avec cette sélection le 11 février 2022 contre la Slovaquie, où il se fait remarquer en inscrivant également son premier but (victoire 0-3 des Espagnols). Avec cette équipe il est retenu pour participer au Championnat d'Europe des moins de 17 ans en 2022. Il joue deux matchs durant cette compétition et l'Espagne est éliminée en quarts de finale par le Portugal (1-2 score final).